# Cleora ochricollis
Cleora ochricollis là một loài bướm đêm trong họ Geometridae.